# Anatolij Aljabjev
Anatolij Nikolajevič Aljabjev (rusky Анато́лий Никола́евич Аля́бьев; 12. prosince 1951 v Danilkovu – 11. ledna 2022) byl ruský biatlonista, který reprezentoval Sovětský svaz. Je držitelem tří olympijských medailí, které všechny získal na olympiádě v Lake Placid roku 1980. Dvě z nich jsou individuální – zlato z vytrvalostního závodu (20 km) a bronz ze sprintu (10 km). Krom toho má ještě zlato ze štafety. Jeho nejlepším výsledkem z mistrovství světa jsou dva štafetové bronzy (1981, 1982). Jeho nejvyšším celkovým umístěním na Světovém poháru bylo druhé místo v sezóně 1980–81. Po skončení závodní kariéry byl trenérem biatlonu, v letech 1990–1998 vedl ruský národní tým. Poté začal přednášet na Institutu tělesné výchovy v Petrohradě, kde předtím roku 1981 absolvoval a v roce 1997 obhájil dizertační práci.